# Nadia Nadim
Nadia Nadim (Herát, 1988. január 2. –) Európa-bajnoki ezüstérmes dán női válogatott labdarúgó, jelenleg a francia bajnokságban érdekelt Paris Saint-Germain együttesének csatára.

## Pályafutása

### Klubcsapatban
Futballkarrierjét a Gug BK együttesénél nővéreivel kezdte. 2000-ben egy területi bajnokságon fedezte fel Brian Sørensen, aki szinte azonnal lehetőséget ajánlott számára és csapatába a B52 Aalborg csábította, majd 2005-ben a Team Viborg együttesénél és a IK Skovbakkennél is együtt dolgoztak.

### A válogatottban
2017-ben a Hollandiában rendezett Európa-bajnokságon ezüstérmet szerzett Dániával.

## Sikerei, díjai

### Klubcsapatokban
Dán bajnok (2):
- Fortuna Hjørring (2): 2013-14, 2015-16

 Dán kupagyőztes (1): 
- Fortuna Hjørring (1): 2016

 NWSL bajnok (1):
- Portland Thorns: 2017

 NWSL Shield győztes (1):
- Portland Thorns: 2016

### Válogatottban
Dánia
- Európa-bajnoki ezüstérmes: 2017

## Magánélete
Nadim Herátban született és 12 éves koráig Afganisztánban, Kabulban élt. 1997-ben édesapját, az afgán Nemzeti Hadsereg tábornokát a tálibok kivégezték, ezután édesanyjával és négy nővérével Pakisztánon és Olaszországon keresztül Dániába menekült. Bár gyermekkorában édesapjával és testvéreivel rugdosták a labdát házuk udvarában, a menekülttáborban vált szenvedélyévé a labdarúgás. 2008-ban kapta meg a dán állampolgárságot és 2009 óta a válogatott tagja. Karrierjével párhuzamosan orvostanhallgatóként tanul.